# Lac Mazinaw
Le lac Mazinaw ou lac Bon Écho, est une étendue d'eau de l'Est de l'Ontario, à une centaine de kilomètres au sud-ouest d'Ottawa, la capitale.
Le lac Mazinaw est le deuxième lac le plus profond de l'Ontario avec une profondeur maximale de 145 mètres, mais la profondeur moyenne du lac est de 41 mètres. Son périmètre est de 49 kilomètres.
Le lac Mazinaw reçoit les eaux de la rivière Mississippi (qui n'est pas le fleuve Mississippi des États-Unis). Le lac s'écoule ensuite dans son émissaire qui est encore la rivière Mississippi. Ses eaux alimentent ensuite les Lacs Kawartha avant de se jeter dans celles de la rivière des Outaouais.
Depuis 1965, le lac est en grande partie intégré dans le parc provincial Bon Écho.
La rive sud-est du lac se caractérise par une falaise rocheuse avec un à-pic de 100 mètres de haut, contrefort du massif rocheux Mazinaw. Cet escarpement, appelé Rocher Mazinaw ou Rocher Bon Écho, s'élève au-dessus de l'eau, et présente de nombreux pictogrammes, (295 peintures rupestres sont répertoriés), réalisés par les Amérindiens Algonquins. Le nom de ce lac vient de l'expression amérindienne Mazinaabikinigan-zaaga'igan, qui signifie en langue algonquine : lac aux images peintes. Le site rappelle celui du Rocher à l'Oiseau, qui est une petite falaise de 150 mètres de hauteur, située sur la rive nord de la rivière des Outaouais, dans la MRC Pontiac au Québec et sur laquelle on retrouve des peintures rupestres. 
La mascotte non officielle du lac Mazinaw et du parc provincial Bon Echo est le Nanabozo Ojibwé, héros de la culture ojibwé, qui est parmi les pictogrammes trouvés dans la région.
Ce sont les explorateurs français et les trappeurs et coureurs des bois canadiens-français qui désignèrent cet endroit Bon écho en raison de l'acoustique dû à la falaise du lac Mazinaw qui renvoie un écho.